# Reginald Saxton
Reginald Saxton (Ciutat del Cap, 13 de juliol de 1911 - Brighton, 27 de març de 2004) va ser un metge britànic d'origen sud-africà, destacat per haver participat professionalment en les Brigades Internacionals durant la Guerra Civil Espanyola amb la creació d'hospitals de campanya i de sang que van atendre els ferits en els diferents fronts de batalla, fent importants contribucions a la medicina de guerra.

## Biografia
Nascut a Sud-àfrica, va passar part de la seva infantesa a l'Índia. Establert en el Regne Unit, es va graduar en Medicina en la Universitat de Cambridge. Va realitzar les seves pràctiques a l'hospital Saint Bartholomew de Londres, per completar després la seva formació mèdica en la Unió Soviètica. Abans d'incorporar-se a l'agost de 1936 als contingents britànics de suport a la legalitat republicana en la guerra d'Espanya, va treballar en diferents centres mèdics britànics.
Membre del Partit Comunista de la Gran Bretanya, la seva participació com a metge en les Brigades Internacionals la va dur a terme a través de la seva incorporació al batalló Britànic des del Comitè d'Ajuda Mèdica per a Espanya (Spanish Medical Aid Committee), establint-se en la província d'Osca al setembre de 1936, a pocs quilòmetres del front de batalla en un hospital de campanya. A partir d'aquest moment va seguir al batalló britànic i a les columnes franceses de la XIV Brigada, on operava la 35a Divisió Mèdica, en els diferents fronts. Així va establir hospitals de campanya i, especialment, unitats mòbils de transfusió de sang, en la serra de Guadarrama, durant la batalla de Guadarrama que va col·locar cara a cara als brigadistes amb les tropes feixistes italianes del Corpo Truppe Volontarie; a Villarejo de Salvanés per atendre als ferits de la batalla del Jarama; als voltants de Brunete durant la batalla en aquesta localitat, a la Cova hospital de Santa Llúcia de La Bisbal de Falset i a l'hospital de campanya instal·lat a l'ermita de Santa Magdalena de Baix, a Móra d'Ebre, durant la batalla de l'Ebre. Entre els combatents als quals va atendre es va trobar el fill de l'artista Vanessa Bell, Julian Bell, mort en les proximitats del front de Madrid. Els seus treballs es van veure incentivats per la iniciativa del metge canadenc, Norman Bethune i els equips mèdics dels seus compatriotes, Alexander Tudor-Hart i Len Crome, i de l'espanyol, Moisès Broggi i Vallès
El 1938 va tornar al Regne Unit, participant en la Segona Guerra Mundial com a metge en el British Army Transfusion Service, tant en el teatre europeu, com en l'asiàtic, on el seu valor a Birmània va ser objecte d'esment pels seus superiors.
Les seves aportacions mèdiques en el camp de batalla, especialment les noves tècniques en les transfusions amb unitats mòbils equipades amb refrigeradors, van ser publicades en la revista científica The Lancet. Després de la guerra a Espanya va viure i va treballar com a metge al Regne Unit i el Canadà, establint-se finalment a Brighton.